# 5191 Паддак
(5191) 1990 VO3 (1990 VO3, 1958 TD1, 1974 VJ, 1976 EH, 1979 WO4, 1988 PC3) — астероїд головного поясу, відкритий 13 листопада 1990 року.
Названий на честь Стівена Педдека.